# Uppsala Learning Lab
Uppsala Learning Lab, ULL, arbetar med att sprida kunskap om hur IT kan användas i verksamheten vid Uppsala universitet, till exempel i undervisning och forskningsprojekt.
ULL ordnar regelbundet lunchseminarier och kurser för kursadministratörer, lärare och forskare där pedagogiska, administrativa och tekniska frågor tas upp. ULL:s lärare besöker också institutioner och enheter för att informera om användandet av universitetets it-resurser.
ULL är en del av Avdelningen vid universitetsförvaltningen vid Uppsala universitet.